# 高加索斯卡亞區

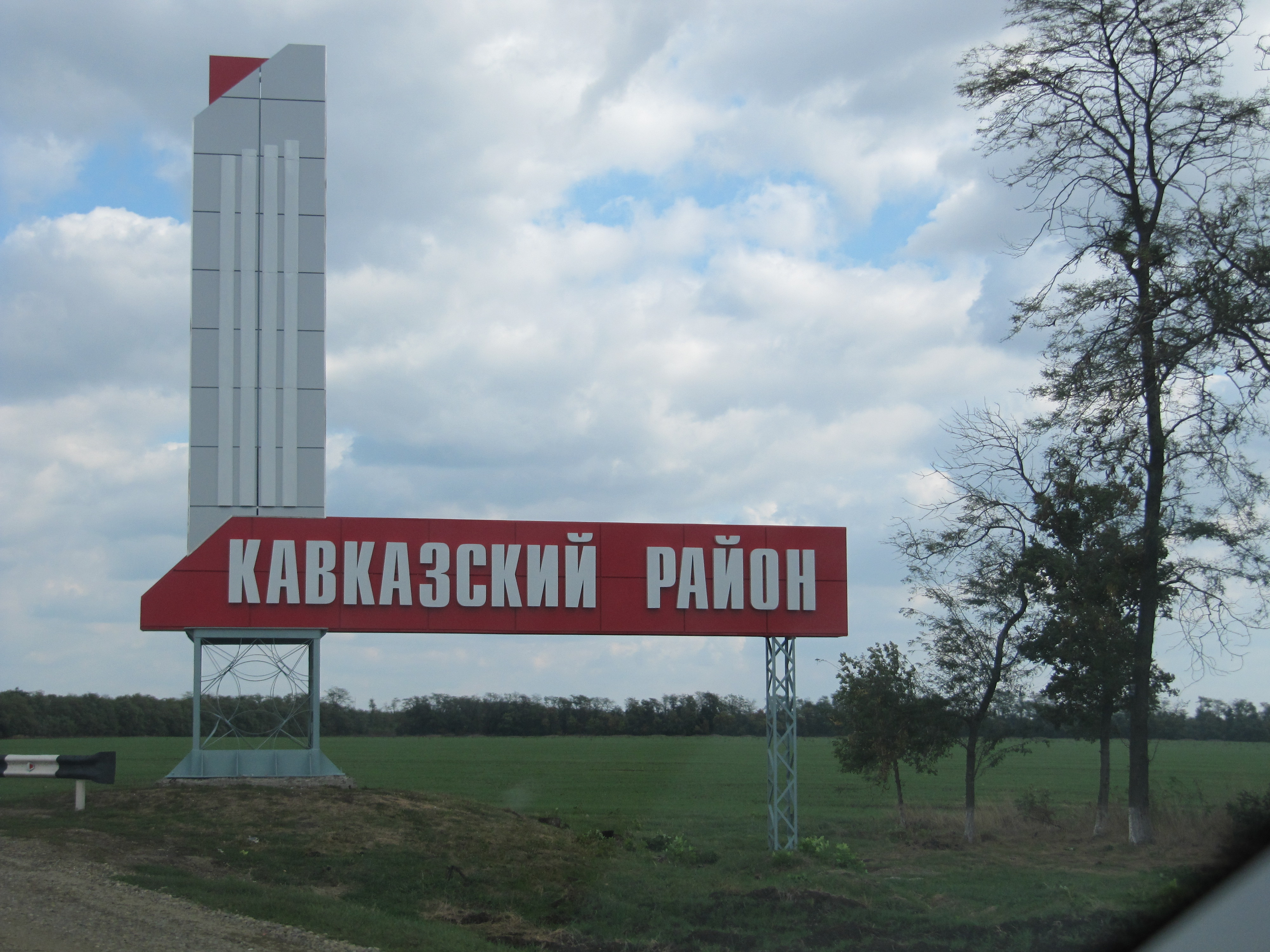

45°26′12″N 40°34′50″E / 45.43667°N 40.58056°E
高加索斯卡亞區（俄语：Кавказский район），是俄羅斯的一個區，位於該國西南部，由克拉斯諾達爾邊疆區負責管轄，始建於1924年6月2日，面積1,142平方公里，2010年人口44,445，人口密度每平方公里38.92人。